# Notylia peruviana
Notylia peruviana är en orkidéart som först beskrevs av Rudolf Schlechter, och fick sitt nu gällande namn av Charles Schweinfurth. Notylia peruviana ingår i släktet Notylia och familjen orkidéer. Inga underarter finns listade i Catalogue of Life.